# Copa de las Leyendas

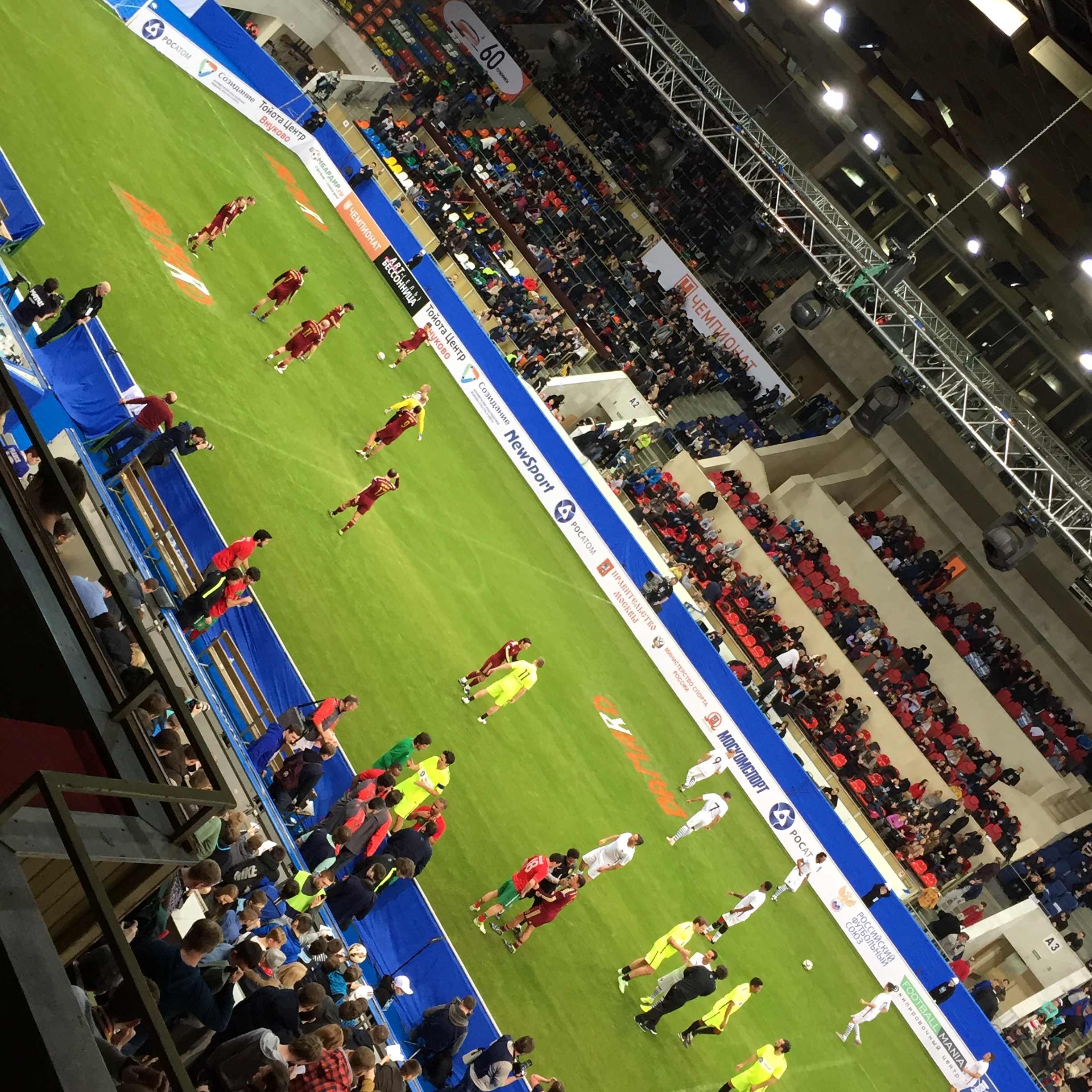
Imagen de uno de los partidos

La Copa de las Leyendas (Кубок Легенд en ruso) No es un torneo internacional oficial de amistosos de mini-fútbol que ni la FIFA ni la UEFA reconocen.Los partidos de fútbol duran 40 minutos (2 tiempos de 20 minutos cada uno) y 10 minutos de descanso. En el campo de juego hay 6 futbolistas (5 jugadores y un arquero). El torneo se lleva a cabo con el apoyo de la Unión del Fútbol de Rusia, la Duma de Moscú y la Duma Estatal.

## Competiciones
| Año           | Campeón | Final Resultados | Subcampeón   |
| ------------- | ------- | ---------------- | ------------ |
| 2009 Detalles | Rusia   | 8:4              | España       |
| 2010 Detalles | Rusia   | 4:2              | España       |
| 2011 Detalles | Rusia   | 13:4             | Países Bajos |
| 2012 Detalles | Rusia   | 6:2              | Ucrania      |
| 2013 Detalles | Rusia   | 9:6              | Ucrania      |
| 2014 Detalles | Rusia   | 9:6              | Portugal     |
| 2015 Detalles | Rusia   | 8:7              | Portugal     |
| 2016 Detalles | Rusia   | 15:9             | Francia      |
| 2017 Detalles | Rusia   | 8:2              | Alemania     |
| 2018 Detalles | Rusia   | 7:6              | Italia       |
| 2019 Detalles | Rusia   | 13:4             | Alemania     |

## Títulos por país
| Equipo       | Campeón | Subcampeón |
| ------------ | ------- | ---------- |
| Rusia        | 11      | 0          |
| España       | 0       | 2          |
| Ucrania      | 0       | 2          |
| Portugal     | 0       | 2          |
| Alemania     | 0       | 2          |
| Países Bajos | 0       | 1          |
| Francia      | 0       | 1          |
| Italia       | 0       | 1          |